# Amanita magnivelaris
Amanita magnivelaris là một loài nấm đảm thuộc chi Amanita trong họ Amanitaceae. Loài này được Charles Horton Peck miêu tả khoa học lần đầu tiên tại Ithaca, New York và cũng có thể được tìm thấy ở phía đông nam Canada.